# 시어도어 리처즈

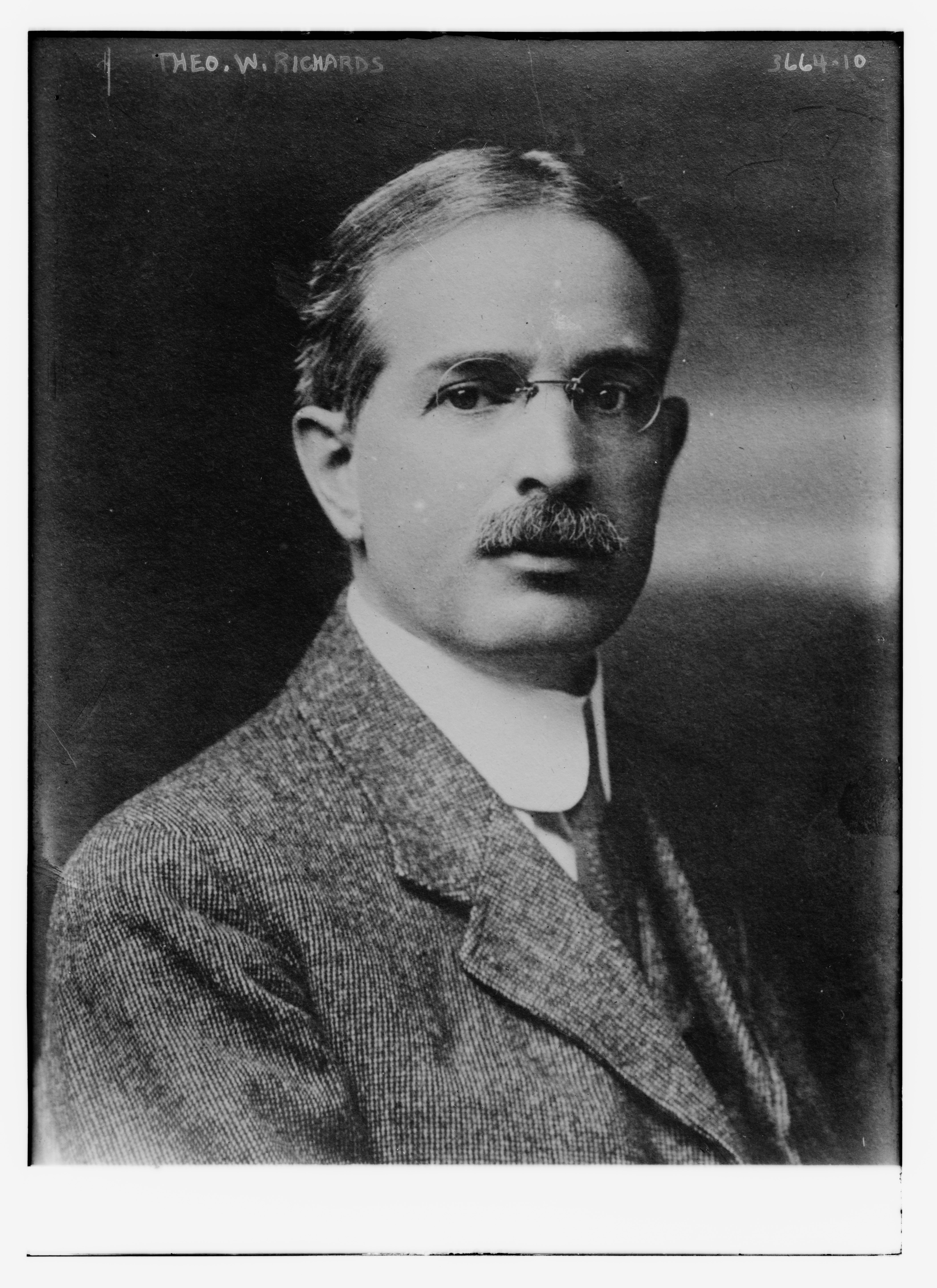
시어도어 리처즈 (1910년)

시어도어 리처즈(영어: Theodore William Richards, 1868년 1월 31일 ~ 1928년 4월 2일)는 미국의 화학자이다. 1885년에 하버드 대학교에서 과학을 전공하고, 하버드 대학교에서 석사학위와 박사학위를 받은 뒤, 화학 전임강사를 거쳐 1901년에 정교수가 되었다. 거의 30년 동안 표준이었던 스타스의 원자량 값들이 정확하지 않음을 밝히고, 비탁계, 석영장치 등의 기구를 이용해 원자량 측정의 정확도를 높였다. 1914년 노벨 화학상을 받았다.

## 같이 보기
- 질량 분석법
- 장 스타스